# Riserva naturale Cornate e Fosini
La riserva naturale Cornate e Fosini è un'area naturale protetta situata nelle provincie di Siena e Grosseto e istituita nel 1996. La riserva occupa una superficie di 879 ettari di cui 409 ettari nella sola provincia di Grosseto.
La Riserva rientra nel SIC "Cornate e Fosini", area di notevole interesse floristico per la presenza nelle praterie su calcare di specie rare ed endemiche riconosciuta nel 2005.

## Territorio
Il territorio della riserva è un massiccio calcareo caratterizzato da una notevole eterogeneità ambientale, coperto da boschi misti di latifoglie decidue sui versanti settentrionali, da forteti in quelli meridionali, e da pascoli buona parte abbandonati ed afforestati con resinose. Di notevole valore paesaggistico, anche per la presenza del Castello di Fosini arroccato su pareti calcarea strapiombo. Le Cornate di Gerfalco (1060 m s.l.m.) sono costituite da calcare massiccio ma non mancano affioramenti di marne a Posidonia, macigno e formazioni calcareo-marnose.

### SIR
"Cornate e Fosini" è anche un sito di interesse regionale (SIR), come area di notevole interesse floristico per la presenza, nelle praterie di calcare, di specie rare ed endemiche. Il SIR è in parte compreso nella Riserva naturale provinciale Cornate e Fosini. 
Nel SIR è presente l'ecosistema fluviale del torrente Pavone in ottimo stato di conservazione.
Geomorfologicamente è caratterizzato da rilievi montani con prevalenza di ambienti forestali di origine naturale (cerrete, castagneti, ostrieti) e artificiale (rimboschimenti di pino nero). Sono presenti anche estensioni significative di praterie secondarie, oggi non più pascolate, garighe e arbusteti. Altre tipologie ambientali rilevanti Affioramenti rocciosi, corsi d'acqua con vegetazione ripariale, forre.
I principali elementi di criticità interni al sito sono: 
- Estesi rimboschimenti, effettuati in passato, hanno drasticamente ridotto la superficie occupata dalle praterie. Attualmente, la diffusione delle conifere (soprattutto con rinnovazione spontanea di pino nero) nelle zone aperte ne accelera i processi di scomparsa.
- Chiusura di aree di pascolo inutilizzate e abbandono delle attività agricole tradizionali. Tale processo tende a far scomparire velocemente gli ambienti non forestali, che ospitano buona parte delle emergenze zoologiche e floristico-vegetazionali.
- Aumento del carico turistico estivo.
- Ipotesi di reintroduzione del gufo reale Bubo bubo (minaccia per il lanario).

I principali elementi di criticità esterni al sito sono:
- Diffusa cessazione/riduzione del pascolo nelle aree montane, con aumento della frammentazione degli habitat utili alle specie legate alle praterie.
- Presenza di aree estrattive abbandonate .

I principali obiettivi di conservazione:
1. Tutela assoluta delle pareti rocciose e delle emergenze faunistiche a esse legate (EE).
2. Tutela/recupero di praterie secondarie e garighe e dei relativi popolamenti floristici e faunistici (E).
3. Tutela dell'integrità dell'ecosistema fluviale del Torrente Pavone e dei corsi d'acqua minori (M).
4. Tutela e miglioramento dei livelli di naturalità e maturità dei boschi di latifoglie (M).
5. Conservazione/recupero dei castagneti da frutto (M).
6. Rinaturalizzazione dei rimboschimenti di conifere (B).

## Comuni
La Riserva interessa il Comune di Montieri nella parte settentrionale della Provincia di Grosseto e il Comune di Radicondoli nella Provincia di Siena. 

## Fauna
Fra i mammiferi si segnalano volpe (Vulpes vulpes), capriolo (Capreolus capreolus), daino (Dama dama), istrice (Hystrix cristata), lupo (Canis lupus), donnola (Mustela nivalis), puzzola (Mustela putorius), faina (Martes foina), martora (Martes), gatto selvatico (Felis silvestris), cinghiale (Sus scrofa).
Importante presenza di specie ornitiche rare, nidificanti o svernanti, legate agli ambienti rupestri e alle praterie secondarie. L'avifauna comprende la pernice rossa (Alectoris rufa), la quaglia (Quaglia), il fagiano (Phasianus). Altre specie rare o minacciate risultano la tottavilla (Lullula arborea) e l'averla piccola (Lanius collurio) mentre numerosi rapaci frequentano le falesie del Castello di Fosini insieme al picchio muraiolo (Tichodroma muraria), come il falco pecchiaiolo (Pernis apivorus), il biancone  (Circaetus gallicus), nidificante, l'albanella reale  (Circus cyaneus), l'astore  (Accipiter gentilis), lo sparviero  (Accipiter nisus), la poiana  (Buteo buteo), il gheppio  (Falco tinnunculus), il falco lanario  (Falco biarmicus), possibile nidificante nel sito di interesse regionale o nelle aree circostanti, il falco pellegrino  (Falco peregrinus), il barbagianni  (Tyto alba), il gufo reale (Bubo bubo), la civetta (Athene noctua), l'allocco (Strix aluco) e il gufo comune (Asio otus). 
Sono presenti inoltre varie specie endemiche fra i molluschi, e specie rare e localizzate fra i lepidotteri come la Euplagia quadripunctaria. Fra gli insetti rari si ritrovano anche Carabus alysidotus, Thecla betulae e Maculinea arion.

## Flora
La vegetazione presenta i seguenti tipi:
Praterie su substrato calcareo
con dominanza di Festuca, Bromus erectus, Dactylis glomerata, Phleum ambiguum, Viola etrusca, Thymus longicaulis, Astragalus monspessulanum, Petrorhagia saxifraga e Sideritis romana; localizzate nelle parti sommitali presentano frequentemente nuclei di Pinus nigra
Praterie su suolo acidificato
Garighe su pietraie calcaree
con Helicrysum italicum, Thymus longicaulis, Teucrium polium, Micromeria juliana, Alyssum montanum, Dianthus sylvestris, Hieracium pilosella, Bromus erectus, Sesleria autunnalis. 
Habitat rocciosi su scoscendimenti calcarei
a Sempervivum tectorum, Sedum album, Teucrium flavum e Fritillaria tenella;
Arbusteti a siepe
con Ulmus minor, Acer campestre, Prunus spinosa, Lonicera etrusca, Pyracanta coccinea, Quercus ilex e Quercus cerris; 
Ex coltivi in ricolonizzazione
a Spartium junceum, Clematis vitalba, Pyracanta coccinea, Ononis spinosa, Cytisus scoparius, Pteridium aquilinum;
Formazione erbacee igrofile
a Juncus sp., Holoschoens romanus, Mentha suaveolens; 
Foreste di caducifoglie
a carpino nero e cerro con carpino bianco e nelle maggiori pendenze con carpino nero, acero trilobo, roverella, orniello e leccio
Soprassuoli di conifere
con prevalenza di pino nero, abete greco (Abies cephalonica), e cedri. 
Fra le specie rare od endemiche si segnala la Viola etrusca (rinvenibile solo qui e sulle pendici dell'Amiata), Fritillaria tenella, Lilium bulbiferum, Sorbus aria, Teucrium flavum e Sesleria autumnalis.

## Punti di interesse
La riserva, in tutto quasi 1.000 ettari, comprende diverse emergenze storico-archeologiche fra cui il Castello di Fosini in Provincia di Siena, le cave di Rosso Ammonitico sulle Cornate, note per aver fornito il materiale di colore rosso per la pavimentazione del Duomo di Siena e i resti di una miniera d'argento. Una cima importante risulta Poggio Mutti (787 m s.l.m.), completamente boscata. 
Le Cornate sono considerate una delle migliori postazioni per l'osservazione notturna degli astri, per lo scarso inquinamento luminoso della zona.

## Strutture ricettive
La "Casa Gerfalco",  un edificio del 1926 che ospitava l'ex scuola, all'ingresso di Gerfalco, sarà l'info-point e il centro didattico per la conoscenza delle Riserva naturale provinciale Cornate e Fosini. Di proprietà del comune di Montieri, in concessione trentennale alla Provincia, la struttura è stata completamente rinnovata all'interno, restaurata all'esterno, ed è stata dotata di una caldaia a biomasse. La struttura è gestita dall'Associazione "75° avventura".